# Совершенная игра Филиппа Хамбера

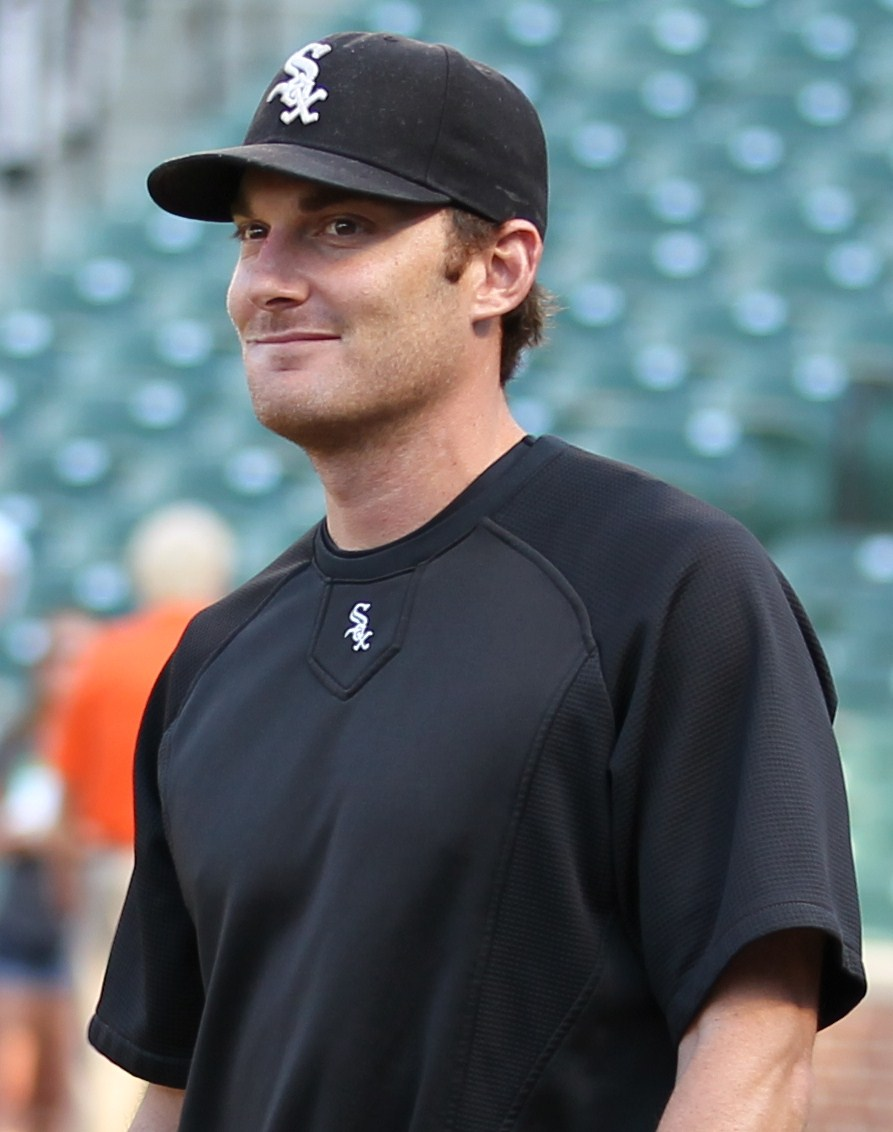
Филипп Хамбер в составе «Чикаго Уайт Сокс»

21 апреля 2012 года питчер «Чикаго Уайт Сокс» Филипп Хамбер в матче против «Сиэтл Маринерс» сыграл совершенную игру. В матче Хамберу удалось вывести из игры всех 27 отбивающих соперника, а его команда одержала победу над «Маринерс» со счётом 4:0. Таким образом, Хамбер стал 21-м питчером в истории Главной лиги бейсбола и третьим игроком «Уайт Сокс», отыгравшим совершенный матч. Несмотря на то, что Филипп несколько раз был близок к тому, чтобы сыграть ноу-хитер, эта игра стала для него первым полным матчем в высшей лиге. Сама игра проходила в Сиэтле на «Сейфко-филде» и транслировалась на канале Fox Sports в регионах базирования двух команд.
Хамбер был одним из самых перспективных питчеров среди школьников, а позже неплохо играл за бейсбольную команду университета Райса. На драфте МЛБ 2004 года он был выбран под общим третьим номером клубом «Нью-Йорк Метс» и дебютировал в высшей лиге в сентябре 2006 года. В 2008 году он вместе с группой игроков был обменян в «Миннесоту Твинс» на Йохана Сантану. После двух неудачных сезонов в «Твинс» он перешёл в «Канзас-Сити Роялс», которые отказались от него в 2011 году. Подписав контракт с «Чикаго Уайт Сокс», Хамбер впервые в МЛБ провёл удачный сезон в стартовом составе. Совершенный матч пришёлся на тридцатую игру Хамбера в стартовом составе и на второй выход в стартовом составе в сезоне 2012 года.

## Предыстория
В 2001 году Филипп Хамбер стал игроком года среди старшеклассников, а с 2002 года стал выступать за бейсбольную команду университета Райса. Выступая за «Райс Аулз», Хамберу один раз почти удалось сыграть ноу-хитер. 6 апреля 2002 года в матче против «Сент-Джозефс Стэйт Спартанс» Филипп до восьмого иннинга сохранял шанс на ноу-хитер, однако в конце игры пропустил сингл, а в девятом иннинге позволил своим соперникам выбить хоум-ран.
В 2004 году Хамбер был выбран клубом «Нью-Йорк Метс» на драфте МЛБ в первом раунде под общим третьим номером. После двух лет в низших лигах, он отыграл пять игр за «Метс» в сезонах 2006 и 2007 годов. Выступая в низших лигах он также был близок к тому, чтобы сыграть ноу-хитер. 22 августа 2007 года, выступая за «Нью-Орлеан Зефирс» (команда уровня ААА) из Лиги Тихоокеанского побережья, в игре против «Айова Кабс» он до середины восьмого иннинга сохранял шанс на ноу-хитер.
В межсезонье «Метс» обменяли Хамбера, Карлоса Гомеса, Кевина Малви и Деолиса Герреру на двукратного обладателя приза Сая Янга Йохана Сантану. Хамбер отыграл два сезона за «Твинс», а после сезона 2009 года подписал контракт с фарм-системой клуба «Канзас-Сити Роялс». В 2010 году он выступал за основную команду, но в межсезонье «Роялс» отказались от его услуг. Вначале «Окленд Атлетикс» предложили ему контракт, но через неделю также отказались от него и он попал в «Чикаго Уайт Сокс».
Выступая за «Уайт Сокс», Хамбер дважды был близок к ноу-хитеру. 25 апреля 2011 года в игре против «Нью-Йорк Янкис», в пятом стартовом в матче в своей карьере, он до седьмого иннинга не пропустил ни одного хита, пока Алекс Родригес не выбил сингл. Таким образом, своё выступление в этой игре он закончил с семью сухими иннингами. 26 июня в матче против «Вашингтон Нэшионалс» он отыграл шесть иннингов, не пропустив ни одного хита. В итоге эта игра закончилась победой «Нэшионалс» со счётом 2:1. В 2011 году Хамбер отыграл рекордные для себя 163 иннинга в сезоне и ожидал, что в следующем чемпионате будет выходить на питчерскую горку ещё чаще. Однако по итогам весенних тренировок тренерский состав «Уайт Сокс» определил пять стартовых питчеров, и Хамбер вышел на поле только в пятой игре. А совершенная игра припала на его вторую игру в сезоне. Первоначально было запланировано, что Хамбер дебютирует в сезоне 2012 года 10 апреля, но начало матча отложили из-за дождя, и он вышел в качестве реливера. Его первый матч в сезоне прошёл 16 апреля. В игре Хамбер кинул 115 подач, пропустив 10 хитов и позволил сопернику набрать одно очко за 51⁄3 иннинга.

## Ход матча

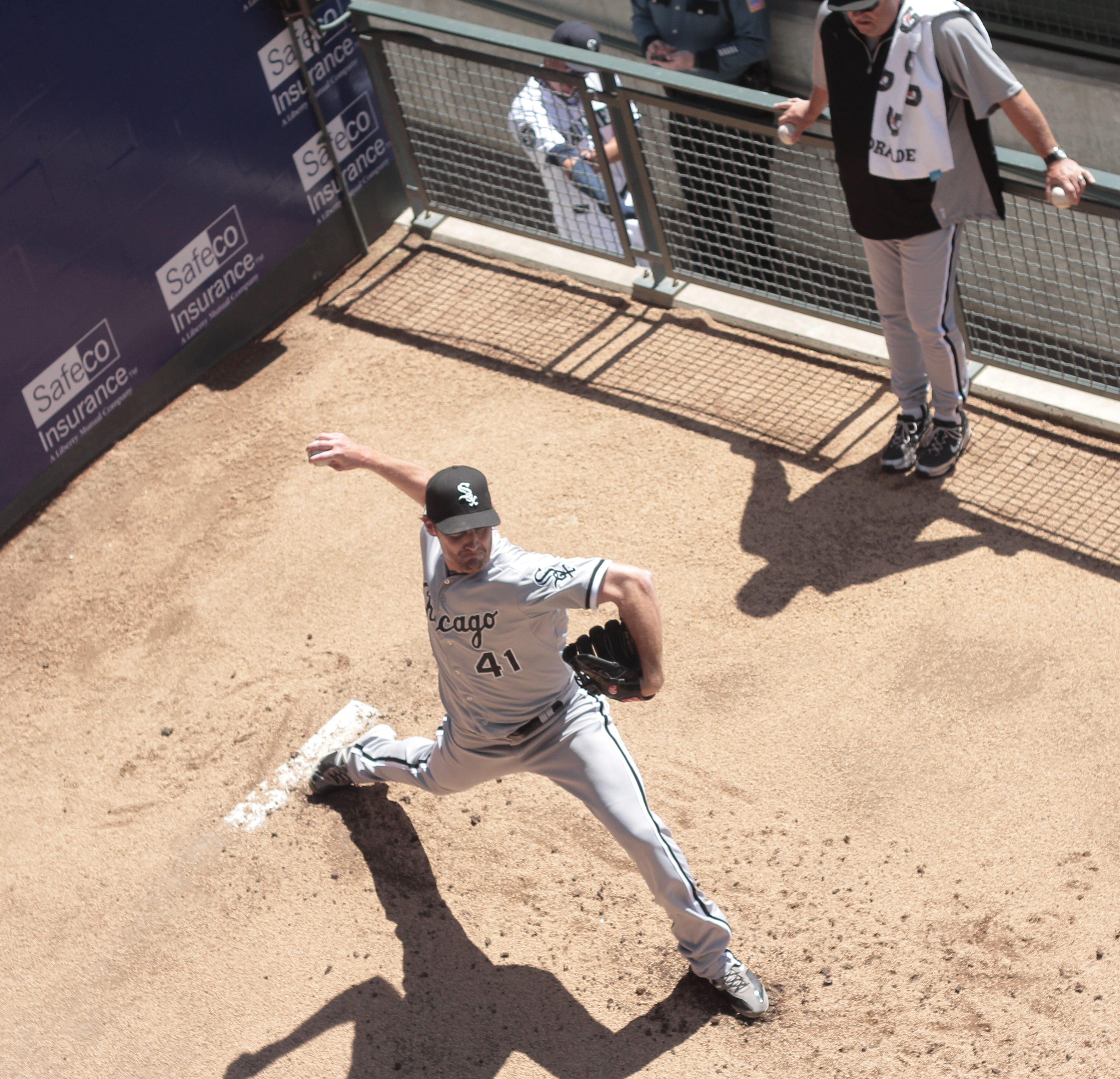
Филипп Хамбер 21 апреля 2012 года разминается перед будущей совершенной игрой

Филипп Хамбер сыграл совершенную игру 21 апреля 2012 года в Сиэтле (штат Вашингтон) на «Сэйфко-филдее» перед глазами 22 472 зрителей, пришедших на стадион. Кэтчером «Уайт Сокс» в матче был Эй Джей Перзински, а визави Хамбера стал Блейк Бивен — лучший игрок Техаса среди школьников 2007 года. Судьями в доме, на первой, второй и третьей базах были Брайан Рандж, Марвин Хадсон, Тим Макклелланд и Тед Барретт соответственно. Матч транслировался на канале Fox, а комментаторами трансляции были дикторы «Маринерс» Дейв Симс и Эрик Каррос. Перед началом игры Каррос, описывая несколько предыдущих матчей Хамбера, отметил: «Сегодня должно быть немного лучше».
В самой игре Бивен сделал качественный старт, а Хамбер выбил из игры всех 27 отбивающих, а его фастболы достигали скорости 148 км/ч. Среди отбивающих «Маринерс» ближе всех к хиту был Дастин Экли в четвёртом иннинге, кода он отбил мяч вдоль боковой линии над головой правого-филдера Алекса Риоса, но мяч все равно был пойман на предупреждающей дорожке. Последним отбивающим Сиэтла, кого выбил Хамбер, стал Брендан Райан. В последнем ауте игры мячик после подачи Хамбера вылетел из ловушки кэтчера, однако судья в доме зафиксировал аут, посчитав, что Райан сделал взмах битой. Сам Райан после подачи сделал попытку добежать до первой базы, но, услышав решение судьи, остановился. Перзински же сумел поймать мяч и сделал передачу игроку первой базы. Несмотря на то, что канал FOX Sports никогда не показывал повтор этого момента, который бы со 100 % вероятностью доказал, что решение судьи было неправильным, многие болельщики и представители СМИ считают, что судья ошибся в этом моменте. Сам Райан после игры отказался комментировать действия судьи и саму игру, а только поздравил Хамбера.
Хамбер закончил игру, сделав девять страйк-аутов; остальные отбивающие были выбиты из игры, выбив пять граунд-аутов и 13 флай-аутов. В матче Хамбер исполнил всего 96 подач, таким образом его совершенная игра стала первой с 18 июля 1999 года, когда питчер сделал менее 100 подач. До этого матча Хамбер выходил на позиции стартового питчера всего в 29 играх в МЛБ, что является вторым показателем в истории МЛБ после ещё одного игрока «Уайт Сокс» Чарли Робертсона. После игры на сайте MLB.com было размещено в общественном доступе видео последнего аута.
Сама игра транслировалась по телевидению только в районе Чикаго и Сиэтла, так как главным матчем дня была игра между «Нью-Йорк Янкис» и «Бостон Ред Сокс», проходившая в то же время на «Фенуэй-парке». Соперничество этих двух команд всегда вызывало повышенный интерес у болельщиков и СМИ и показывалось на общенациональных каналах. Однако, из-за удачной игры Хамбера, Fox переключились с трансляции игры «Янкис»-«Сокс» в седьмом иннинге и показали последние три аута совершенной игры Хамбера даже зрителям Нью-Йорка и Бостона.

## Последствия

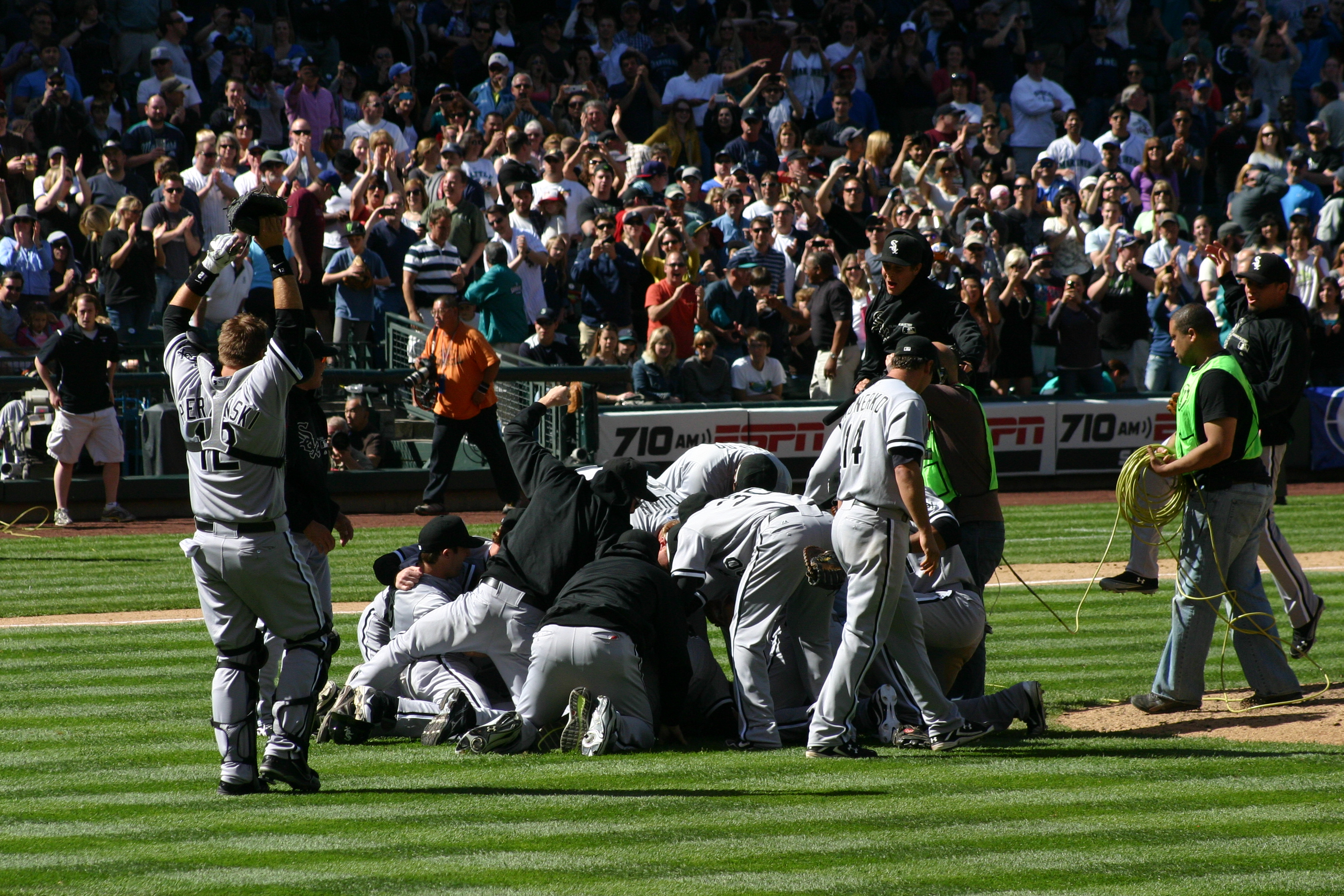
Игроки «Уайт Сокс» поздравляют Хамбера с совершенной игрой

Этот матч стал 21-й совершенной игрой в истории МЛБ и первой после 29 мая 2010 года, когда идеальным матч провёл Рой Халлидей. Эта игра стала третьим совершенным матчем (по этому показателю «Уайт Сокс» делят первое место с «Янкис») и 18-м ноу-хитером (по этому показателю Чикаго вместе с «Ред Сокс» делят второе место) в истории «Уайт Сокс». До этого в команде подобного успеха добивались Чарли Робертсон 30 апреля 1922 года и Марк Бюрле 23 июня 2009 года. Для самого Хамбера эта игра стала вторым стартом в сезоне и первой в карьере полной игрой.
За две игры Хамбер отыграл 141⁄3 иннинга и записал в свой актив одну победу и ни одного поражения с показателем ERA 0,63 и 16 страйк-аутами. За это достижение 22 апреля он был назван игроком недели Американской лиги. Его по телефону поздравил Президент США Барак Обама, а также стало известно, что его достижение будет увековечено мемориальной доской в Национальном бейсбольном Зале славы и музее. 23 апреля он принял участие в Late Show with David Letterman, где зачитал Лучшую десятку программы.
Хамбер стал седьмым бывшим игроком «Метс», которые смогли сыграть ноу-хитер после ухода из клуба. Другими шестью игроками были Нолан Райан, Том Сивер, Майк Скотт, Дуайт Гуден, Хидео Номо и Дэвид Коун. На момент совершенной игры Филиппа Хамбера игроки «Метс» ни разу не отыгрывали ноу-хитер за 50-летнюю историю клуба (позже этот антирекорд был прерван Йоханом Сантаной).
«Маринерс» же в третий раз в своей истории не смогли сделать за игру ни одного хита и впервые не смогли достичь ни одной базы. Однако команда отыграла два ноу-хитера в 2012 году — оба на «Сейфко-филде» и в обоих матчах клуб одержал победу со счётом 1:0. Один из этих ноу-хитеров стал первой в истории «Маринерс» совершенной игрой (питчером в этом матче был Феликс Эрнандес), таким образом команда из Сиэтла стала первым клубом в истории МЛБ, который в одном сезоне смог сыграть совершенную игру и позволил добиться такого же успеха своим соперникам, а также впервые два совершенных матча были сыграны в одном сезоне на одном стадионе.

## Статистика
«Чикаго Уайт Сокс» 4, «Сиэтл Маринерс» 0, 21 апреля 2012
| Команда         | 1 | 2 | 3 | 4 | 5 | 6 | 7 | 8 | 9 | R | H | E |
| --------------- | - | - | - | - | - | - | - | - | - | - | - | - |
| Уайт Сокс (8–6) | 0 | 1 | 2 | 0 | 0 | 0 | 0 | 0 | 1 | 4 | 9 | 0 |
| Маринерс (7–9)  | 0 | 0 | 0 | 0 | 0 | 0 | 0 | 0 | 0 | 0 | 0 | 0 |

WP: Филипп Хамбер (1–0)  LP: Блейк Бивэн (1–2)  
Хоум-раны:  CWS – Пол Конерко (2)

### Протокол
| Чикаго               | AB | R | H | RBI | BB | SO | AVG  |
| -------------------- | -- | - | - | --- | -- | -- | ---- |
| Алехандро Де Аза, CF | 5  | 0 | 2 | 1   | 0  | 1  | 26,8 |
| Брент Морел, 3B      | 5  | 1 | 1 | 0   | 0  | 2  | 12,8 |
| Адам Данн, DH        | 4  | 0 | 0 | 0   | 0  | 1  | 24,5 |
| Пол Данн, 1B         | 4  | 1 | 2 | 2   | 0  | 1  | 35,2 |
| Эй Джей Перзински, C | 4  | 0 | 1 | 1   | 0  | 0  | 35,7 |
| Алекс Риос, RF       | 3  | 0 | 1 | 0   | 1  | 1  | 29,3 |
| Алексей Рамирес, SS  | 4  | 0 | 0 | 0   | 0  | 1  | 25,0 |
| Дайэн Висиедо, LF    | 3  | 0 | 0 | 0   | 0  | 0  | 18,6 |
| Брент Лиллибридж, LF | 1  | 1 | 1 | 0   | 0  | 0  | 10,0 |
| Гордон Бэкхем, 2B    | 3  | 1 | 1 | 0   | 0  | 0  | 17,9 |

| Чикаго                 | IP | H | R | ER | BB | SO | HR | ERA  |
| ---------------------- | -- | - | - | -- | -- | -- | -- | ---- |
| Филипп Хамбер, W (1-0) | 9  | 0 | 0 | 0  | 0  | 9  | 0  | 0,63 |

| Сиэтл                 | AB | R | H | RBI | BB | SO | AVG  |
| --------------------- | -- | - | - | --- | -- | -- | ---- |
| Чон Фиггинс, LF       | 3  | 0 | 0 | 0   | 0  | 1  | 22,6 |
| Дастин Экли, 2B       | 3  | 0 | 0 | 0   | 0  | 0  | 24,6 |
| Ичиро Сузуки, RF      | 3  | 0 | 0 | 0   | 0  | 1  | 26,6 |
| Джастин Смоак, 1B     | 3  | 0 | 0 | 0   | 0  | 2  | 20,3 |
| Кайл Сигер, 3B        | 3  | 0 | 0 | 0   | 0  | 1  | 27,5 |
| Джесус Монтеро, DH    | 3  | 0 | 0 | 0   | 0  | 1  | 24,5 |
| Майкл Сандерс, CF     | 3  | 0 | 0 | 0   | 0  | 1  | 20,9 |
| Мигель Оливо, C       | 2  | 0 | 0 | 0   | 0  | 1  | 12,5 |
| Джон Джейсо, PH       | 1  | 0 | 0 | 0   | 0  | 0  | 25,0 |
| Маненори Кавасаки, SS | 2  | 0 | 0 | 0   | 0  | 0  | 13,3 |
| Брендан Райан, PH     | 1  | 0 | 0 | 0   | 0  | 1  | 20,0 |

| Сиэтл                | IP | H | R | ER | BB | SO | HR | ERA  |
| -------------------- | -- | - | - | -- | -- | -- | -- | ---- |
| Блейк Бивэн, L (1-2) | 6  | 7 | 3 | 3  | 1  | 1  | 1  | 3,26 |
| Лукас Лютж           | 1  | 0 | 0 | 0  | 0  | 2  | 0  | 0,00 |
| Стив Делабар         | 2  | 2 | 1 | 1  | 0  | 4  | 0  | 6,43 |